# Contea di Major
La contea di Major (in inglese Major County) è una contea dello Stato dell'Oklahoma, negli Stati Uniti. La popolazione al censimento del 2000 era di 7 545 abitanti. Il capoluogo di contea è Fairview.